# Boskovicia
Boskovicia is een geslacht van uitgestorven weekdieren uit de klasse van de Gastropoda (slakken).

## Soorten
- Boskovicia gradata Brusina, 1902 †
- Boskovicia hantkeni Lörenthey, 1893 †
- Boskovicia josephi (Brusina, 1874) †
- Boskovicia kuzmici Brusina, 1897 †